# Johannes Christoffel van Mastenbroek
Johannes Christoffel van Mastenbroek né le 5 juillet 1902 à Dordrecht et mort le 23 mai 1978 à Enschede était un entraîneur de football néerlandais.

## Biographie
On sait très peu de choses sur la carrière de Johan van Mastenbroek, sauf qu'il fut l'un des premiers entraîneurs de l'équipe d'Indonésie de football (à l'époque Indes orientales néerlandaises quand le pays était une colonie néerlandaise).
Il est le sélectionneur de l'équipe, qui est le premier pays asiatique à participer à une coupe du monde, celle de 1938.
Pour la seule équipe d'Asie à participer à un mondial, il n'empêche pas les Indes néerlandaises de s'incliner 6-0 au 1er tour contre la Hongrie, future finaliste de la compétition.